# Sphaerodactylus glaucus
Sphaerodactylus glaucus е вид влечуго от семейство Sphaerodactylidae. Видът не е застрашен от изчезване.

## Разпространение и местообитание
Разпространен е в Белиз, Гватемала, Мексико и Хондурас.
Обитава гористи местности, планини, възвишения, крайбрежия и плажове в райони с тропически и субтропичен климат.

## Описание
Популацията на вида е стабилна.